# Melanophryniscus paraguayensis
Melanophryniscus paraguayensis é uma espécie de anfíbio anuro da família Bufonidae. Não foi ainda avaliada pela Lista Vermelha do UICN. É endémica do Paraguai.